# Пироцкий, Фёдор Аполлонович
Фёдор Аполло́нович Пиро́цкий (дореф. Ѳёдоръ Аполлоновичъ Пироцкій; 17 февраля [1 марта] 1845, село  Сенча, Лохвицкий уезд, Полтавская губерния, Российская империя — 28 февраля [12 марта] 1898, Алёшки, Днепровский уезд, Таврическая губерния, Российская империя) — русский инженер и изобретатель, штабс-капитан. Одним из первых изобрел трамвай на электрической тяге, параллельно с Вернером фон Сименсом, но у того была своя фирма, а Пироцкий был изобретателем-одиночкой. Поэтому Сименс успел первым запустить своё изобретение в Берлине.

## Биография
Фёдор Пироцкий родился в семье помещика, штабс-лекаря Лохвицкого уезда Полтавской губернии. Его семья происходила из городовых казаков Полтавской ветви рода Пироцких. Фёдор Аполлонович являлся пра(3)внуком Ивана Пироцкого и 2-юродным  пра(4)внуком Степана Забелы.
Вырос и учился в Санкт-Петербурге. Окончил Константиновский кадетский корпус и Михайловскую артиллерийскую академию в 1866 году и проходил службу в артиллерийских войсках в Киеве. Здесь подружился со знаменитым электротехником Павлом Яблочковым — большим поклонником всего, что работало на электричестве. Пироцкий создал проект освещения Литейного моста, в котором были задействованы свечи Яблочкова.
В 1871 году возвращается в 
Санкт-Петербург и, среди всего прочего, предлагает новый тип доменных печей. В 1874 году начинает проводить свои эксперименты на Волковском поле в Санкт-Петербурге и в 1875 году на участке Сестрорецкой железной дороги запускает вагоны на электрической тяге. Было электрифицировано около одной версты пути. В его конструкции рельсы были подключены к генератору Грамма. Оба рельса были изолированы от земли, один из них был прямым проводником, а другой обратным.
В 1880 году Пироцкий переделал вагон городской конки с империалом, переведя его на электрическую тягу и 22 августа (3 сентября)  1880 года была проведена первая демонстрация прототипа нового вида общественного транспорта. Эксперименты Пироцкого по перевозке жителей Санкт-Петербурга продолжались вплоть до конца сентября 1880 года и были враждебно встречены владельцами конок трамваев на конной тяге. У него не было денег для продолжения своих экспериментов, но его электрическим трамваем заинтересовались во всём мире. Среди людей, которые проводили встречи с ним, был Карл Сименс, сильно интересовавшийся и имевший множество вопросов. В 1881 году братья фон Сименс открывают в Берлине первую постоянную электрическую трамвайную линию. В Российской империи постоянно действующий электрический трамвай появился только в 1892 году в Киеве.
Пироцкий возвратился на службу артиллерийским офицером. Среди всего прочего он прокладывает первый подземный электрический кабель в Санкт-Петербурге для передачи электроэнергии от пушечного литейного завода к Артиллерийской Школе (1881 год). Также был автором проекта централизованной подземной городской электросети, предложил новую конструкцию доменных и пекарных печей. В 1888 году был досрочно отправлен в отставку в чине полковника. Это произошло примерно за несколько месяцев до окончания 25-летней военной выслуги, которая позволила бы ему получить максимальную пенсию. В 1898 году Пироцкий умер. К тому времени у него совсем не осталось денег, и, чтобы оплатить похороны, была заложена его мебель.
Могила находится на городском кладбище города Алёшки.

## Память
В 2019 году имя было присвоено скверу на пересечении Кирочной, Новгородской улиц и Дегтярного переулка в Санкт-Петербурге. В 2020 году в честь Пироцкого был назван Невский завод электротранспорта.
В Витебске возле Музея истории витебского трамвая установлен бюст Пироцкого.
19 мая 2023 года Полтавский городской совет переименовал улицу Чкалова в Полтаве в улицу Фёдора Пироцкого.
Музейный вагон конки N114 получил свой номер по номеру вагона, использовавшегося Пироцким в опытах в 1880 году.

## Документалистика
- Документальный фильм из цикла «Первые в мире». ООО «Голд Медиум» по заказу ВГТРК. 2018 г (24 сентября 2018). Трамвай Пироцкого.  15 мин. Россия-Культура. {{cite episode}}: |series= пропущен или пуст (справка); Внешняя ссылка в |credits= (справка)